# Hegemony: Philip of Macedon
 (avril 2016).
Hegemony: Philip of Macedon est un jeu vidéo de grande stratégie indépendant se déroulant pendant l'Antiquité et plus précisément durant le règne du roi Philippe II de Macédoine, père d'Alexandre le Grand et reconnu pour être l'inventeur de l'attaque combinée et la phalange macédonienne ayant assuré la suprématie de l'armée macédonienne sur la plupart de ses adversaires.
Hegemony: Philip of Macedon est le prélude du jeu Hegemony Gold: Wars of Ancient Greece, permettant de jouer toutes les autres factions du jeu ainsi que plusieurs nouvelles campagnes.
Disponible uniquement en téléchargement sur le site de son éditeur, Longbow Games, ainsi que sur le portail Steam.
En 2014 le successeur Hegemony Rome: The Rise of Caesar a été publié ayant pour object principal la campagne de César en Gaule. Enfin en 2015 Hegemony III: Clash of the Ancients a été publié concernant la situation strategique en l'Italie environ 500 ans avant Jésus-Christ.

## Principe du jeu
Il consiste à conquérir l'ensemble de la centaine de cités présentes sur la carte au moyen de l'utilisation judicieuse des unités de combat et le contrôle des lignes de ravitaillement assurant renforts et logistique. Le manque de nourriture et l'absence de paye pour les soldats, facilitent leur capture en les démoralisant plus rapidement.
Une fois capturés, les unités militaires sont transformées en esclaves, employables pour remplacer les ouvriers dans le travail des mines, des moissons (pour optimiser les liens de communication entre les cités) et le transport de vivres.
L'alternance des saisons influe sur la production agricole et la navigabilité; l'hiver en déchaînant les eaux, retenant les flottes de combat dans leurs ports.

## Accueil
GameStar  a rapporté que Hegemony: Phillip of Macedon a offert "Exigeante Grande Stratégie en temps réel" et a donné une note de 73/100, malgré les graphismes du jeu ne répondant pas à des normes élevées. Le magazine de jeux de stratégie Armchair General a même attribué à Hegemony Gold une note de 93/100. En plus, le jeu a reçu les notes suivantes : PC Master 84%, Destructoid 75% et GamingXP 70%.